# Argoctenus vittatus
Argoctenus vittatus är en spindelart som först beskrevs av Simon 1889.  Argoctenus vittatus ingår i släktet Argoctenus och familjen taggfotsspindlar. Inga underarter finns listade i Catalogue of Life.